# Enrico Bomba
Pour les articles homonymes, voir Bomba (homonymie).
Enrico Bomba, né à Amatrice le 2 août 1922 et mort à Rome le 1er novembre 1995, est un scénariste, réalisateur et producteur de cinéma italien.

## Biographie
Enrico Bomba a commencé à travailler comme producteur de films pour Herald Pictures en 1949, fondant plus tard également sa propre entreprise puis travaillant, dans les années 60, pour la FI.C.IT. En 1952, il réalise son premier film, Prigionieri delle tenebre (it), et pendant les années soixante et soixante-dix, il travaille de manière parallèle en tant que réalisateur et scénariste, réalisant deux films sur l'agent secret 777 (sous le pseudonyme d'Henry Bay), Agent secret 777 - Opération Mystère (it) et Equipée de choc (it), et deux décamérotiques, Les Contes interdits de l'Arétin et Les Mille et Une Nuits (it).
Ayant terminé toutes ces activités en 1975, il se consacre ensuite au doublage en travaillant comme réalisateur et dialoguiste. Parmi les doublages qu'il a réalisés, figurent ceux de Great Mazinger et deux œuvres tirées du roman Sans famille : Rémi sans famille et la mini-série française Sans famille.
À la fin des années 1970, il réalise également trois films pour Cinestampa Internazionale obtenus grâce au montage de crossovers d'anime de Gō Nagai. Il a également arrêté ces activités au début des années 1990.

### Vie privée
Enrico Bomba s'est fait connaître en 1962 pour une relation brève mais très médiatisée avec Jayne Mansfield, co-vedette du film Un Américain à Rome. À l'époque, Mansfield était mariée à Mickey Hargitay, qui accusa Bomba de saboter leur mariage. Plus tard, Bomba a épousé l'actrice et comédienne de doublage Germana Dominici, avec qui il a eu une fille Federica en 1975, qui est aussi une comédienne de doublage.

## Filmographie

### Comme réalisateur
- 1952 : Prigionieri delle tenebre (it)
- 1961 : L'Épée de l'Islam (وا اسلاماه, Wa Islamah)
- 1965 : Agent secret 777 : Opération Mystère (it) (Agente segreto 777 - Operazione Mistero)
- 1966 : Equipée de choc (it) (Agente segreto 777 - Invito ad uccidere)
- 1972 : Les Contes interdits de l'Arétin (L'Aretino nei suoi ragionamenti sulle cortigiane, le maritate e... i cornuti contenti)
- 1973 : Les Mille et Une Nuits (it) (Le mille e una notte... e un'altra ancora!)

### Comme scénariste
- 1961 : L'Épée de l'Islam (وا اسلاماه, Wa Islamah), coscénarisé avec Andrew Marton
- 1964 : Il ribelle di Castelmonte de Vertunnio De Angelis
- 1967 : Les Aventures extraordinaires de Cervantes (Cervantes) de Vincent Sherman
- 1972 : Les Contes pervers de l'Arétin (E si salvo solo l'Aretino Pietro con una mano avanti e l'altra dietro...) de Silvio Amadio
- 1972 : Les Contes interdits de l'Arétin (L'Aretino nei suoi ragionamenti sulle cortigiane, le maritate e... i cornuti contenti) d'Enrico Bomba
- 1973 : Les Mille et Une Nuits (it) (Le mille e una notte... e un'altra ancora!) d'Enrico Bomba
- 1975 : Jagdrevier der scharfen Gemsen de Hubert Frank

### Comme producteur
- 1950 : Les Mousquetaires de la reine (Amori e veleni) de Giorgio Simonelli
- 1953 : Sur le pont des soupirs (Sul ponte dei sospiri) d'Antonio Leonviola
- 1961 : L'Épée de l'Islam (وا اسلاماه, Wa Islamah) d'Enrico Bomba
- 1961 : L'Enlèvement des Sabines (Il ratto delle Sabine) de Richard Pottier
- 1962 : Bande de lâches (Un branco di vigliacchi) de Fabrizio Taglioni
- 1963 : Tempête sur Ceylan (Das Todesauge von Ceylon) de Gerd Oswald
- 1964 : Dernier avion pour Baalbeck (it) (F.B.I. operazione Baalbeck) de Marcello Giannini et Hugo Fregonese
- 1964 : Un Américain à Rome (Panic Button... Operazione fisco!) de George Sherman et Giuliano Carnimeo

## Crédit d'auteurs
- (it) Cet article est partiellement ou en totalité issu de l’article de Wikipédia en italien intitulé « Enrico Bomba » (voir la liste des auteurs).